# Râul Ilz
Ilz (pronunție în germană [ˈɪlt͡s]) este un râu care traversează Pădurea Bavariei din Germania. Este un afluent de parte stângă al Dunării cu o lungime de 40 km (sau 69 km, dacă se consideră principala sursă a râului, Große Ohe) și o diferență de altitudine de circa 140 m. 
Ilz se formează în Eberhardsreuth, la confluența râurilor Große Ohe și Kleine Ohe. În orașul Passau se varsă Dunăre. Un alt oraș situat pe Ilz este Fürsteneck. 

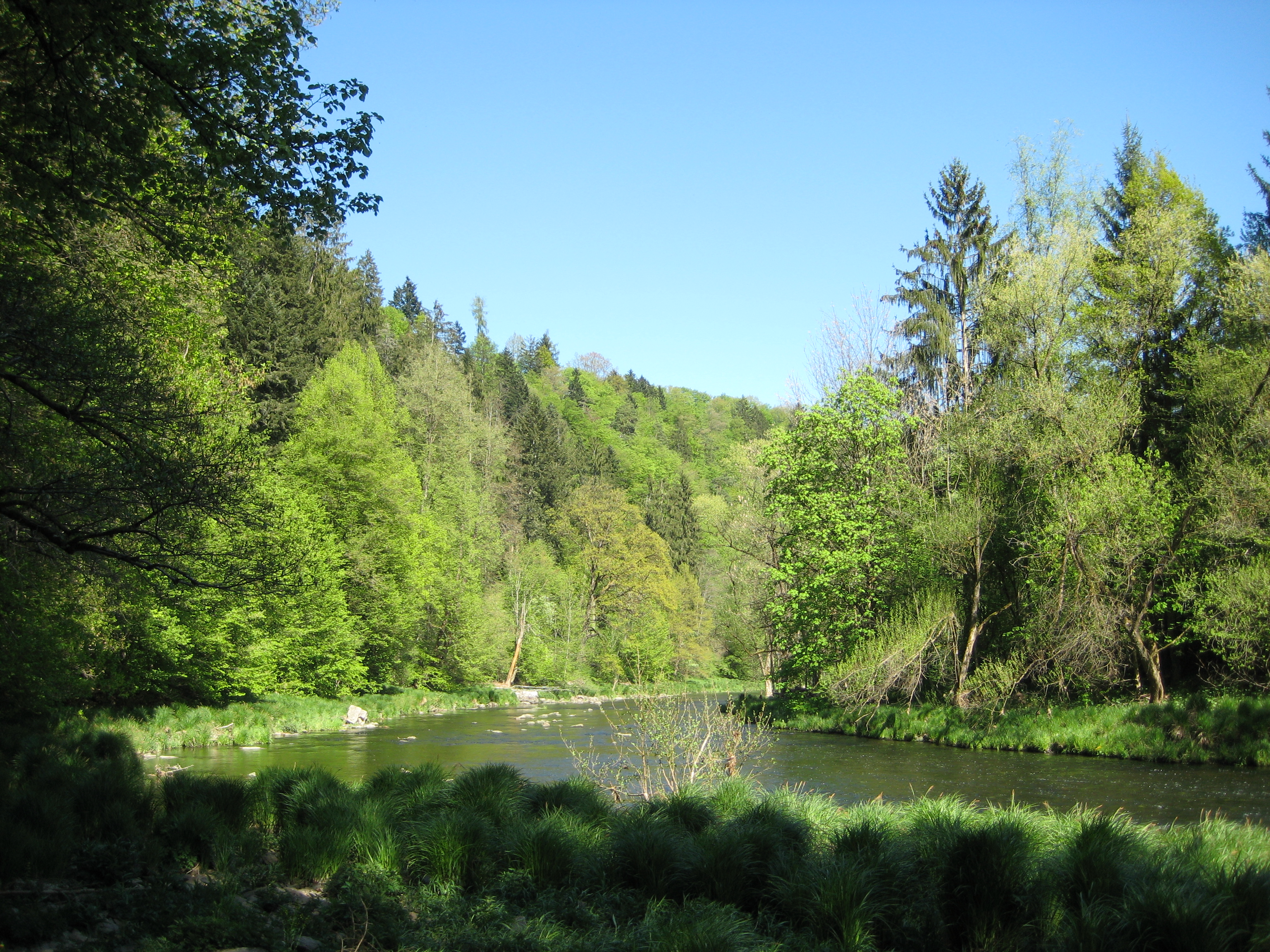
Ilz între Passau și Oberilzmühle